# 康沃爾島 (南極洲)
62°20′33.4″S 59°42′32.4″W / 62.342611°S 59.709000°W
康沃爾島是南極洲的島嶼，位於羅伯特島北面，屬於南設得蘭群島的一部分，面積0.15平方公里，處於威廉堡角以北2.8公里、塔布勒島以東4.2公里、羅戈曾島西南面0.92公里和哈默角以西2.64公里。

## 外部連結
- SCAR Composite Antarctic Gazetteer（页面存档备份，存于）.